# Чжан Хунтао
Чжан Хунта́о (кит. упр. 张宏涛, пиньинь Zhāng Hóngtāo, род. 9 апреля 1986 года) — китайский гимнаст, чемпион мира по спортивной гимнастике 2009 года. Специализируется в упражнениях на коне. Многократный призёр этапов кубка мира по спортивной гимнастике.

## Спортивная карьера
На китайских соревнований национального уровня, Чжан внес большой вклад в сборную Шанхая по спортивной гимнастике. Он завоевал бронзовую медаль на 10-й Спартакиаде народов КНР в 2005 году, что позволило пройти отбор в национальную сборную Китая по спортивной гимнастике. Он также выиграл золото в 2007 году на чемпионате Китая, и серебро на 11-й Спартакиаде народов КНР в 2009, оставив позади многократного чемпиона мира Сяо Цинь.
Первым международным соревнованием Чжана стал чемпионат мира по спортивной гимнастике в 2005 году. Он квалифицировался с 3-м результатом в финал соревнований на коне (9.712), но в итоге занял 6-е место с результатом 9.475. В 2009 году Чжан стал чемпионом мира по спортивной гимнастике, выиграв золото на коне с результатом 16.200. В 2013 году он вновь прошёл отбор в сборную на чемпионат мира, но в финале соревнований на коне занял 4-е место с результатом 15.600.